# Rumänische Eishockeyliga 1997/98
Die Saison 1997/98 war die 68. Spielzeit der rumänischen Eishockeyliga, der höchsten rumänischen Eishockeyspielklasse. Meister wurde zum insgesamt 34. Mal in der Vereinsgeschichte Steaua Bukarest.

## Modus
In der Hauptrunde absolvierte jede der sechs Mannschaften insgesamt 20 Spiele. Die beiden Erstplatzierten qualifizierten sich für das Meisterschaftsfinale. Für einen Sieg erhielt jede Mannschaft zwei Punkte, bei einem Unentschieden gab es einen Punkt und bei einer Niederlage null Punkte.

## Hauptrunde
|    | Klub                        | Sp | S  | U | N  | T   | GT  | Punkte |
| -- | --------------------------- | -- | -- | - | -- | --- | --- | ------ |
| 1. | Steaua Bukarest             | 20 | 17 | 1 | 2  | 163 | 43  | 35     |
| 2. | SC Miercurea Ciuc           | 20 | 17 | 1 | 2  | 193 | 52  | 35     |
| 3. | Sportul Studențesc Bukarest | 20 | 11 | 0 | 9  | 87  | 78  | 22     |
| 4. | CSM Dunărea Galați          | 20 | 6  | 0 | 14 | 55  | 142 | 12     |
| 5. | Progym Gheorgheni           | 20 | 4  | 1 | 15 | 56  | 156 | 9      |
| 6. | Imasa Sfântu Gheorghe       | 20 | 3  | 1 | 16 | 48  | 131 | 7      |

Sp = Spiele, S = Siege, U = Unentschieden, N = Niederlagen

## Meisterschaftsfinale
- Steaua Bukarest – SC Miercurea Ciuc 3:2 (3:2, 1:3, 0:3, 7:5, 1:0)